# 2781 Kleczek
2781 Kleczek (1982 QH) là một tiểu hành tinh vành đai chính được phát hiện ngày 19 tháng 8 năm 1982 bởi Z. Vavrova ở Klet.